# لاقط (موسيقى)

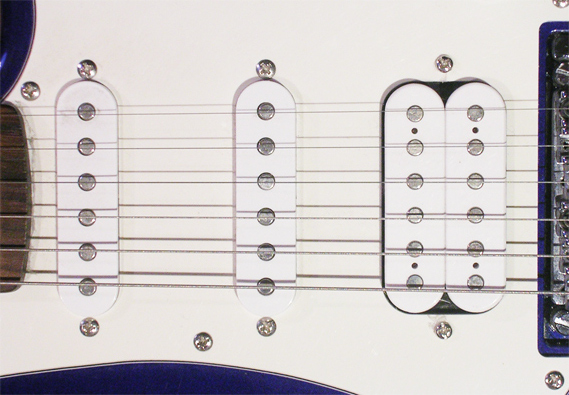
ثلاث لواقط على جيتار فيندر ويسمى لاقط الجسر (همبكر), أما لاقط الرقبة واللاقط الموجود في الوسط فاسمهما (سنجل كويل)

اللاقط (بالإنجليزية: Pickup)‏ هو جهاز يعمل كمحول للطاقة الذي يسجل الاهتزازات الإلكترونية، وغالباً من جهاز مجهز مثل الغيتار الكهربائي أو غيتار البيس، ويقوم بتحويل الاهتزازات الإلكترونية إلى إشارات كهربائية والتي من الممكن أن تضخم وتسجل وتبث.

## معرض صور

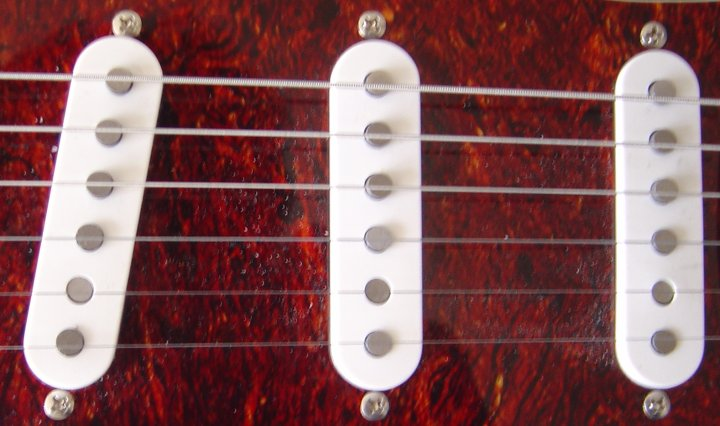
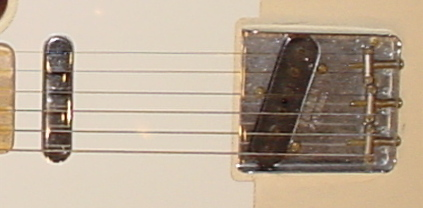
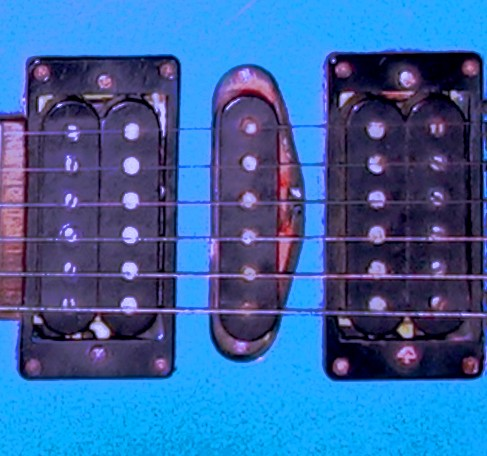